# Atlétika az 1932. évi nyári olimpiai játékokon
Az 1932. évi nyári olimpiai játékokon az atlétika műsorán huszonkilenc versenyszám szerepelt. Férfiaknál az 50 kilométeres gyaloglás debütált, nőknél elmaradt a 800 méteres síkfutás, bekerült a műsorba a 80 méteres gátfutás és gerelyhajítás.

## Éremtáblázat
A táblázatban a rendező ország csapata és a magyar csapat eltérő háttérszínnel, az egyes számoszlopok legmagasabb értéke, vagy értékei vastagítással kiemelve.
| Az 1932. évi nyári olimpiai játékok éremtáblázata atlétikában | Az 1932. évi nyári olimpiai játékok éremtáblázata atlétikában | Az 1932. évi nyári olimpiai játékok éremtáblázata atlétikában | Az 1932. évi nyári olimpiai játékok éremtáblázata atlétikában | Az 1932. évi nyári olimpiai játékok éremtáblázata atlétikában | Olimpia  |
| ------------------------------------------------------------- | ------------------------------------------------------------- | ------------------------------------------------------------- | ------------------------------------------------------------- | ------------------------------------------------------------- | -------- |
|                                                               | Ország                                                        | Arany                                                         | Ezüst                                                         | Bronz                                                         | Összesen |
| 1.                                                            | Egyesült Államok (USA)                                        | 16                                                            | 13                                                            | 6                                                             | 35       |
| 2.                                                            | Finnország (FIN)                                              | 3                                                             | 4                                                             | 4                                                             | 11       |
| 3.                                                            | Nagy-Britannia (GBR)                                          | 2                                                             | 4                                                             | 2                                                             | 8        |
| 4.                                                            | Lengyelország (POL)                                           | 2                                                             | 0                                                             | 1                                                             | 3        |
| 5.                                                            | Írország (IRL)                                                | 2                                                             | 0                                                             | 0                                                             | 2        |
| 6.                                                            | Kanada (CAN)                                                  | 1                                                             | 3                                                             | 5                                                             | 9        |
| 7.                                                            | Japán (JPN)                                                   | 1                                                             | 1                                                             | 2                                                             | 4        |
| 8.                                                            | Olaszország (ITA)                                             | 1                                                             | 0                                                             | 2                                                             | 3        |
| 9.                                                            | Argentína (ARG)                                               | 1                                                             | 0                                                             | 0                                                             | 1        |
|                                                               |                                                               |                                                               |                                                               |                                                               |          |
| 10.                                                           | Németország (GER)                                             | 0                                                             | 2                                                             | 3                                                             | 5        |
| 11.                                                           | Svédország (SWE)                                              | 0                                                             | 1                                                             | 0                                                             | 1        |
| 11.                                                           | Lettország (LAT)                                              | 0                                                             | 1                                                             | 0                                                             | 1        |
|                                                               |                                                               |                                                               |                                                               |                                                               |          |
| 13.                                                           | Csehszlovákia (TCH)                                           | 0                                                             | 0                                                             | 1                                                             | 1        |
| 13.                                                           | Franciaország (FRA)                                           | 0                                                             | 0                                                             | 1                                                             | 1        |
| 13.                                                           | Fülöp-szigetek (PHI)                                          | 0                                                             | 0                                                             | 1                                                             | 1        |
| 13.                                                           | Dél-afrikai Unió (RSA)                                        | 0                                                             | 0                                                             | 1                                                             | 1        |
|                                                               |                                                               |                                                               |                                                               |                                                               |          |
| Összesen                                                      | Összesen                                                      | 29                                                            | 29                                                            | 29                                                            | 87       |

## Érmesek

### Férfi számok
| Az 1932. évi nyári olimpiai játékok érmesei férfi atlétikában |                                                                                      |             |                                                                                          |           |                                                                                                |           |
| Versenyszám                                                   | Arany                                                                                | Arany       | Ezüst                                                                                    | Ezüst     | Bronz                                                                                          | Bronz     |
| 100 m                                                         | Eddie Tolan · Egyesült Államok (USA)                                                 | 10,3 VCS    | Ralph Metcalfe · Egyesült Államok (USA)                                                  | 10,3      | Arthur Jonath · Németország (GER)                                                              | 10,4      |
| 200 m                                                         | Eddie Tolan · Egyesült Államok (USA)                                                 | 21,2        | George Simpson · Egyesült Államok (USA)                                                  | 21,4      | Ralf Metcalfe · Egyesült Államok (USA)                                                         | 21,5      |
| 400 m                                                         | Bill Carr · Egyesült Államok (USA)                                                   | 46,2 VCS    | Ben Eastman · Egyesült Államok (USA)                                                     | 46,4      | Alex Wilson · Kanada (CAN)                                                                     | 47,4      |
| 800 m                                                         | Tommy Hampson · Nagy-Britannia (GBR)                                                 | 1:49,7 VCS  | Alex Wilson · Kanada (CAN)                                                               | 1:49,9    | Phil Edwards · Kanada (CAN)                                                                    | 1:51,5    |
| 1500 m síkfutás                                               | Luigi Beccali · Olaszország (ITA)                                                    | 3:51,2 OR   | Jerry Cornes · Nagy-Britannia (GBR)                                                      | 3:52,6    | Phil Edwards · Kanada (CAN)                                                                    | 3:52,8    |
| 4 × 100 m                                                     | Egyesült Államok (USA) · Robert Kiesel · Hector Dyer · Emmett Toppino · Frank Wykoff | 40,0 VCS    | Németország (GER) · Friedrich Hendrix · Erich Borchmeyer · Arthur Jonath · Helmut Körnig | 40,9      | Olaszország (ITA) · Giuseppe Castelli · Gabriele Salviati · Ruggero Maregatti · Edgardo Toetti | 41,2      |
| 4 × 400 m                                                     | Egyesült Államok (USA) · Ivan Fuqua · Edgar Ablowich · Karl Warner · Bill Carr       | 3:08,2 VCS  | Nagy-Britannia (GBR) · Crew Stoneley · Tommy Hampson · David Burghley · Godfrey Rampling | 3:11,2    | Kanada (CAN) · Ray Lewis · James Ball · Phil Edwards · Alex Wilson                             | 3:12,8    |
| 5000 m síkfutás                                               | Lauri Lehtinen · Finnország (FIN)                                                    | 14:30,0 OR  | Ralph Hill · Egyesült Államok (USA)                                                      | 14:30,0   | Lauri Virtinen · Finnország (FIN)                                                              | 14:44,0   |
| 10 000 m síkfutás                                             | Janusz Kusociński · Lengyelország (POL)                                              | 30:11,4 OR  | Volmari Iso-Hollo · Finnország (FIN)                                                     | 30:12,6   | Lauri Virtanen · Finnország (FIN)                                                              | 30:35,0   |
| 110 m gát                                                     | Gorge Saling · Egyesült Államok (USA)                                                | 14,6        | Percy Beard · Nagy-Britannia (GBR)                                                       | 14,7      | Donald Finlay · Egyesült Államok (USA)                                                         | 14,8      |
| 400 m gát                                                     | Bob Tisdall · Írország (IRL)                                                         | 51,7        | Glenn Hardin · Egyesült Államok (USA)                                                    | 51,9      | Morgan Taylor · Egyesült Államok (USA)                                                         | 52,0      |
| 3000 m akadály                                                | Volmari Iso-Hollo · Finnország (FIN)                                                 | 10:33,4     | Thomas Evenson · Nagy-Britannia (GBR)                                                    | 10:46,0   | Joe McCluskey · Egyesült Államok (USA)                                                         | 10:46,2   |
| 50 kilométeres gyaloglás                                      | Thomas Green · Nagy-Britannia (GBR)                                                  | 4:50:10,0   | Jānis Daliņš · Lettország (LAT)                                                          | 4:57:20,0 | Ugo Frigerio · Olaszország (ITA)                                                               | 4:59:06,0 |
| Maraton                                                       | Juan Carlos Zabala · Argentína (ARG)                                                 | 2:31:36,0   | Samuel Ferris · Nagy-Britannia (GBR)                                                     | 2:31:55,0 | Armas Toivonen · Finnország (FIN)                                                              | 2:32:12,0 |
| Magasugrás                                                    | Duncan McNaughton · Kanada (CAN)                                                     | 1,97 m      | Robert van Osdel · Egyesült Államok (USA)                                                | 1,97 m    | Simeon Toribio · Fülöp-szigetek (PHI)                                                          | 1,97 m    |
| Rúdugrás                                                      | William Miller · Egyesült Államok (USA)                                              | 4,31 m      | Nisida Súhei · Japán (JPN)                                                               | 4,26 m    | George Jefferson · Egyesült Államok (USA)                                                      | 4,19 m    |
| Távolugrás                                                    | Ed Gordon · Egyesült Államok (USA)                                                   | 7,64 m      | Lambert Redd · Egyesült Államok (USA)                                                    | 7,60 m    | Nanbu Csúhei · Japán (JPN)                                                                     | 7,45 m    |
| Hármasugrás                                                   | Nanbu Csúhei · Japán (JPN)                                                           | 15,72 m VCS | Erik Svensson · Svédország (SWE)                                                         | 15,32 m   | Ósima Kenkicsi · Japán (JPN)                                                                   | 15,12 m   |
| Súlylökés                                                     | Leo Saxton · Egyesült Államok (USA)                                                  | 16,005 m    | Harlow Rothert · Egyesült Államok (USA)                                                  | 15,675 m  | František Douda · Csehszlovákia (TCH)                                                          | 15,60 m   |
| Diszkoszvetés                                                 | John Anderson · Egyesült Államok (USA)                                               | 49,49 m     | Henri LaBorde · Egyesült Államok (USA)                                                   | 48,47 m   | Paul Winter · Franciaország (FRA)                                                              | 47,85 m   |
| Kalapácsvetés                                                 | Paul O'Callaghan · Írország (IRL)                                                    | 53,92 m     | Ville Pörhölä · Finnország (FIN)                                                         | 52,27 m   | Peter Zaremba · Egyesült Államok (USA)                                                         | 50,33 m   |
| Gerelyhajítás                                                 | Matti Järvinen · Finnország (FIN)                                                    | 72,71 m     | Matti Sippala · Finnország (FIN)                                                         | 69,80 m   | Eino Penttilä · Finnország (FIN)                                                               | 68,70 m   |
| Tízpróba                                                      | James Bausch · Egyesült Államok (USA)                                                | 8462,23 VCS | Akilles Järvinen · Finnország (FIN)                                                      | 8292,48   | Wolrad Eberle · Németország (GER)                                                              | 8030,80   |

### Női számok
| Az 1932. évi nyári olimpiai játékok érmesei női atlétikában |                                                                                               |            |                                                                              |          |                                                                                           |         |
| Versenyszám                                                 | Arany                                                                                         | Arany      | Ezüst                                                                        | Ezüst    | Bronz                                                                                     | Bronz   |
| 100 m                                                       | Stanisława Walasiewicz · Lengyelország (POL)                                                  | 11,9       | Hilda Strike · Kanada (CAN)                                                  | 11,9     | Wilhelmina von Bremen · Egyesült Államok (USA)                                            | 12,0    |
| 4×100 m                                                     | Egyesült Államok (USA) · Mary Carew · Evelyn Furtsch · Annette Rogers · Wilhelmina von Bremen | 47,0 VCS   | Kanada (CAN) · Mary Frizzel · Mildred Fizzell · Lilian Palmer · Hilda Strike | 47,0     | Nagy-Britannia (GBR) · Nellie Halstead · Eileen Hiscock · Gwendoline Porter · Violet Webb | 47,6    |
| 80 m gátfutás                                               | Babe Didrikson · Egyesült Államok (USA)                                                       | 11,7 =WR   | Evelyne Hall · Egyesült Államok (USA)                                        | 11,7 =WR | Marjorie Clark · Dél-afrikai Unió (RSA)                                                   | 11,8    |
| Magasugrás                                                  | Jean Shiley · Egyesült Államok (USA)                                                          | 1,65 m VCS | Babe Didricson · Egyesült Államok (USA)                                      | 1,65 m   | Eva Dawes · Kanada (CAN)                                                                  | 1,60 m  |
| Diszkoszvetés                                               | Lilian Copeland · Egyesült Államok (USA)                                                      | 40,58 m OR | Ruth Osborn · Egyesült Államok (USA)                                         | 40,12 m  | Jadwiga Wajs · Lengyelország (POL)                                                        | 38,74 m |
| Gerelyhajítás                                               | Babe Didrikson · Egyesült Államok (USA)                                                       | 43,68 m    | Ellen Braumüller · Németország (GER)                                         | 43,49 m  | Tilly Fleischer · Németország (GER)                                                       | 43,40 m |